# Sancedo
Sancedo (asztur-leóni nyelven Sancéu) település Spanyolországban, León tartományban. Lakosainak száma 528 fő (2024).

## Földrajza
Sancedo Cabañas Raras, Arganza, Vega de Espinareda, Berlanga del Bierzo, Toreno és Cubillos del Sil községekkel határos.

## Népesség
A település lakosságának változását az alábbi diagram mutatja:
| Lakosok száma | 587  | 554  | 576  | 591  | 574  | 565  | 563  | 556  | 536  | 528  |
|               | 2001 | 2004 | 2007 | 2009 | 2012 | 2014 | 2017 | 2019 | 2022 | 2024 |